# Thorsten Weidner
Thorsten Weidner (* 29. prosince 1967 Lauda-Königshofen, Německo) je bývalý západoněmecký a německý sportovní šermíř, který se specializoval na šerm fleretem. Západní Německo a sjednocené Německo reprezentoval v osmdesátých a devadesátých letech. Na olympijských hrách startoval v roce 1988 v soutěži družstev a v roce 1992 soutěži jednotlivců a družstev. V roce 1991 obsadil druhé a v roce 1994 třetí místo na mistrovství světa v soutěži jednotlivců. S německým družstvem fleretistů vybojoval na olympijských hrách 1992 zlatou olympijskou medaili a se západoněmeckým družstvem fleretistů vybojoval stříbrnou olympijskou medaili na olympijských hrách 1988. V roce 1987 a 1993 vybojoval s družstvem titul mistrů světa.